# Hylaea (bướm đêm)
Hylaea là một chi bướm đêm thuộc họ Geometridae.

## Các loài
Bao gồm các loài:
- Hylaea fasciaria – Linnaeus, 1758